# Bogradskij rajon
Il Bogradskij rajon è un distretto della Chakassia, nella Russia asiatica; il capoluogo è Bograd.